# (31932) 2000 GK85
2000 GK85 (asteroide 31932) é um asteroide da cintura principal. Possui uma excentricidade de 0.02932380 e uma inclinação de 22.11476º.
Este asteroide foi descoberto no dia 3 de abril de 2000 por LINEAR em Socorro.